# Arc de l'aorte

Le nerf vague gauche passe devant la crosse aortique avant d'émettre un rameau, le nerf laryngé récurrent gauche qui s'incurve en dessous de cette crosse puis remonte vers le cou.

L'arc de l'aorte (ou crosse de l'aorte ou arche aortique) est la portion  horizontale de l'aorte qui fait suite à l'aorte ascendante et se prolonge par l'aorte descendante, au niveau de la 4e vertèbre thoracique (T4).

## Terminologie
Dans la littérature, les termes "crosse aortique" et "crosse de l'aorte" peuvent désigner la partie de l'aorte située dans le thorax, soit l'ensemble composé de l'aorte ascendante, de l'arc de l'aorte et de la partie thoracique de l'aorte descendante.

## Structure
L'arc de l'aorte est dans le prolongement de l'aorte ascendante lorsqu'elle sort du péricarde au niveau du bord supérieur de la deuxième articulation sterno-costale droite. Il tourne pour se diriger d'abord vers le haut, l'arrière et la gauche en avant de la trachée, il se dirige ensuite vers l'arrière en passant sur son côté gauche et finit par descendre sur son bord gauche. Il suit ensuite le bord gauche des vertèbres jusqu'au niveau du corps de la quatrième vertèbre thoracique, où elle se continue par l'aorte descendante.
Elle forme ainsi deux courbes : une convexe vers le haut pour contourner le pédicule pulmonaire gauche, l'autre convexe en avant et à gauche pour contourner la trachée et l'œsophage. Son bord supérieur se situe  habituellement à environ 2,5 cm en dessous du bord supérieur du manubrium sternal. 
Il est situé dans le médiastin supérieur. Sa longueur est de 4 à 5 cm pour un diamètre de 2,5 à 3 cm.
Il est relié sur sa face inférieure au tronc pulmonaire par le ligament artériel.
Entre le ligament artériel et la naissance de l'artère subclavière gauche, il peut exister un léger rétrécissement du diamètre de l'aorte constituant l'isthme aortique.

## Branches
De la face supérieure de l'arc de l'aorte naissent les trois tronc supraaortiques droite à gauche :
- le tronc artériel brachiocéphalique,
- l'artère carotide commune gauche,
- l'artère subclavière gauche.

## Embryologie
Dans l'embryologie des amniotes, la crosse aortique se forme à partir de la branche aortique du 4e arc pharyngé gauche. Le recrutement d'un des six arcs aortiques (en) (dispositif archétypal traversant les arc branchiaux des poissons et destiné à irriguer leurs branchies) correspond à la remobilisation du quatrième arc aortique. La branche droite disparaît par la suite. Cette asymétrie est liée au débit cardiaque, qui éjecte le sang à forte pression par son ventricule gauche en développement, alors qu'à droite le débit est faible voir nul, entrainant une régression. À droite, le débit nul est lié à une rotation de la voie efférente du cœur par le facteur morphogénique PITX2 impliqué dans l'asymétrie droite-gauche.
Le trajet de cette crosse aortique est un exemple de contrainte historique (voir triangle de Seilacher synthétisant les trois différentes contraintes responsables de la forme d'une structure anatomique).
Dans la circulation fœtale (avant la naissance), le sang s'oxygène au niveau du placenta et la vascularisation pulmonaire fait partie de la grande circulation. Le sang veineux passe de l'artère pulmonaire dans l'aorte par le canal artériel. À la naissance ce canal se ferme et devient le ligament artériel.
Le bouton aortique est l'ombre que fait la crosse aortique sur une radiographie du thorax de face.

## Aspect clinique
L'arc aortique peut être le siège de malformation congénitale, voire être dédoublé et comprimer la trachée et l’œsophage.
La zone de l'isthme aortique est une zone de fragilité en cas choc thoracique violent.